# Université d'État de l'Oural Gorki
L'université d'État de l'Oural Gorki (Ура́льский госуда́рственный университе́т имени А.М. Го́рького) est une université russe fondée en 1920 à Iekaterinbourg par un décret du soviet des commissaires du peuple de la RSFSR. Au début, elle est constituée de l'institut des mines, de l'institut polytechnique, de l'institut de médecine, de l'institut d'agriculture, de l'institut pédagogique et de la faculté des travailleurs (sciences sociales). En 1924, il y a trois facultés : des mines, de chimie et de métallurgie, et de médecine. Le 1er août, l'Institut de médecine est déménagé à Perm et l'université de l'Oural est renommée en Institut polytechnique de l'Oural. En 1931, il devient l'université d'État de Sverdlovsk (nom alors de Iekaterinbourg). L'institution reçoit en 1936 le nom de l'écrivain Maxime Gorki qui en est l'un des principaux fondateurs. Elle a fusionné en 2010 avec l'université technique de l'Oural pour former l'université fédérale de l'Oural.

## Structure
L'université est structurée en quatorze facultés :
- Biologie (Биологический факультет)
- Chimie (Химический факультет)
- Économie (Экономический факультет)
- Faculté générale (Общеуниверситетские кафедры)
- Philologie (Филологический факультет)
- Philosophie (Философский факультет)
- Physique (Физический факультет)
- Journalisme (Факультет журналистики)
- Mathématiques et mécanique (Математико-механический факультет)
- Politologie et sociologie (Факультет политологии и социологии)
- Psychologie (Факультет психологии)
- Relations internationales (Факультет международных отношений)
- Sciences des arts et de la culture (Факультет искусствоведения и культурологии)
- Histoire (Исторический факультет)

## Décoration
- Ordre du Drapeau rouge du Travail (1970)[2]